# 田在田
田在田（1830年—1912年），字象乾，山東曹州府鉅野縣人。清朝軍事人物，武狀元。
咸豐元年（1851年）武舉人，咸豐二年（1852年）聯捷一甲第一名武進士。授官頭等侍衛，乾清門行走。兩年後回鄉探親，率領團練鎮壓太平軍得勝，受到勝保賞識，保舉為直隸大名鎮開州協副將。咸豐八年（1858年）升山西太原鎮總兵，咸豐十一年（1861年）加提督銜。同治元年（1862年），因督剿不力而遭到彈劾去職。
同治六年（1867年），通過疏通湖廣總督，調回軍營，以總兵補用，賞戴花翎。同治九年（1870年），調赴南京辦理營務。光緒二年（1876年），署四川重慶鎮總兵。光緒五年（1879年）實授。後改甘肅肅州鎮總兵。光緒三十四年（1908年），加太子太保銜。宣统元年（1909年），恩赏都统。
民國元年（1912年）8月卒于济宁田家公馆。

## 外部連結
- 田在田 菏澤市情網
- 巨野田庄清末武状元（田在田）林及相关史料 中華田氏網